# Fukuisaure
L'fukuisaure (Fukuisaurus, " llangardaix de Fukui") és un gènere representat per una sola espècie de dinosaures ornitòpodes iguanodòntids que va viure a principi del període Cretaci, fa aproximadament 125 milions d'anys, en el Barremià, en el que és avui Japó. Les restes de Fukuisaurus (フクイサウルス) foren descobertes el 1990, a Katsuyama, Prefectura de Fukui. L'espècimen tipus no va ser descrit fins al 2003 per Kobayashi i Azuma. El crani d'aquest nou iguanodòntid va ser descobert als dipòsits fluvials de la Formació Kitadani. Fukuisaurus tènia una articulació molt forta entre el Vómer i el Maxil·lar, indicant que el crani no posseïa moviment com en els iguanodòntids o els hadrosàurids.